# Coelogyne radicosa
Coelogyne radicosa är en orkidéart som beskrevs av Henry Nicholas Ridley.
Coelogyne radicosa ingår i släktet Coelogyne och familjen orkidéer. Inga underarter finns listade i Catalogue of Life.